# 조선의 천주교 박해
조선의 천주교 박해 (朝鮮 天主敎 迫害)는 조선 말기에 천주교가 공권력에 의해 종교적 박해를 받은 일련의 사건들을 말한다. 개화기 천주교를 접한 조선의 반응은 유학의 한계성을 극복할 새로운 사상으로서 취급됨과 동시에 박해라는 형태로 나타났다. 조상 제사 거부라는 천주교의 교리는 박해의 좋은 명분이 되었고 정치 권력 집단은 정적 숙청과 권력유지의 수단으로써 천주교 박해를 악용했다. 조선 말기 천주교 순교자가 가장 많이 발생했던 병인박해의 주인공인 흥선대원군은 본래 천주교를 탄압할 생각이 없었다. 그러나 자신의 정치적 입지가 흔들리자 사교에 대한 금지령을 내려 전국을 피바다로 물들게 하면서 천주교도들을 정치적인 희생양으로 만들었다.
조선의 천주교 박해의 원인중 하나는 로마 교황청의 교리혼선에 있다. 1656년에 허용되었던 제사문화가 1715년에 불허된후 1939년에 우상숭배가 아니라는 칙서가 발표될때까지 혼란은 지속되었다. 또한 천주교 박해는 서세동점의 시대에 프랑스 등 서양열강에 의해 제국주의 확장의 도구로 활용되기도 했다. 초기 한두차례의 박해사건으로 인해 천주교가 종교적 정치적 탄압의 대상이 되자 많은 양반 출신 신자들이 배교를 통해 빠져나갔다. 그 틈새는 중인과 평민, 여성들이 메워나갔는데, 이로 인해 연이은 박해사건중에 무명의 순교자가 많이 발생하였고, 순교자들의 인원조차 정확히 파악하지 못하고 있다.
정권에 의해 자행된 천주교 박해와 대학살의 대표적인 사건은 '절두산 순교 참사' 와 '해미읍성 집단 생매장' 사건이다. 병인양요(1866년)에 분노한 흥선대원군은 절두산에 형장을 만들어 천주교인 수천명을 참수하였다. 이는 서양 오랑캐가 더럽혔던 땅을 서학인의 피로 씻음이 마땅하다는 논리에 입각한 처사로 한강이 피로 물들었으며, 잘려진 머리가 산을 이루었다고 한다. 또한 충청도 일대의 천주교도(천주학 죄인) 색출 임무를 맡았던 홍주읍성에서는 끌려온 인원이 너무 많자 시체 처리의 편의를 위해 1,000여명을 대상으로 집단 생매장이라는 잔인한 방법을 서슴없이 자행하였다. 1866년에는 먼저 처형후 조정에 보고하는 선참후계령(先斬後啓令)이 내려진터라 처형을 집행한 뒤 보고를 누락시키는 경우가 허다하였다. 이로인해 이름없는 순교자들이 많아 정확한 순교인원은 헤아릴수 없는 실정이다.

## 천주교 전래

### 천주학의 보급
중국을 통해 천주교가 조선에 전래된 초기에는 종교로서 받아들여진 것이 아니라 '서학(西學, 천주학)'이라 불리며 하나의 학문이나 서양문물로 여겨졌다. 이런 연유로 인해 18세기에 조선 사대부의 서가에는 《도덕경》과 같이 마테오 리치가 저술한 기독교 변증서 《천주실의》가 꽂혀 있었다. 보유론(補儒論)적인 관점에서 이루어진 전교는 중국이나 조선에서 큰 거부감없이 받아들여졌다. 점차 천주학이 종교로 받아들여지며 성리학적 지배원리의 한계성을 깨닫고 새로운 원리를 추구한 일부 진보적 사상가와, 부패하고 무기력한 지배체제에 반발한 민중을 중심으로 퍼져나가면서, 18세기 말 교세가 크게 확장되었다. 1784년 이승훈에 의해 조선 최초의 신앙모임이 만들어진 이래 탄압과 박해가 있었음에도 경기와 충청 내포(內浦)지방, 그리고 전주를 중심으로 신도가 많이 증가하였다.

### 문화 충돌
정조(1776~1800)는 정도(正道)인 유학이 흥하면 사교(邪敎)인 천주교는 소멸될것이라 하면서 천주교를 묵인하였다. 이런 관대한 정책으로 인해 천주교는 점차 민중속으로 파고들어 갔다. 그러나 평등사상에 입각하여 사회근간을 이루고 있는 신분제 철폐나 가부장적 권위와 유교적 의례·의식을 거부하는 천주교의 확대는, 유교사회 일반에 대한 도전이자 지배체제에 대한 위협적인 사상을 담고있었다. 천주교의 확산을 일시적인 종교현상으로만 치부했던 정조는 1785년 명례방 사건이 발생하자 단호하게 천주교를 사교(邪敎)로 규정하고 금령을 내렸다.
제사를 금지하는 천주교 문화는 관혼상제 문화가 매우 발달한 조선의 장례문화와 정면충돌을 일으켰다. 1715년 교황 클레멘스 11세가 제사를 우상숭배라고 선언하였는데, 이는 지난 1656년 알렉산데르 7세 교황의 선언을 뒤집으며 일대 혼란을 야기하는 조치로, 이후 조상제사 거부라는 항목은 천주교 박해의 주요 이유로 십분활용되었다. 이런 혼란은 1939년 교황 비오 12세가 동방의 조상숭배는 우상숭배가 아니라고 칙서를 발표할 때까지 계속 되었다.

### 천주교의 시초
천주학은 주로 관직사회에서 소외된 남인의 소장파 학인들이 관심을 가지고 탐구했다. 정약용, 이승훈, 권철신 등은 외딴 절에 함께 들어가 강학회를 열기도 했으며 이를 계기로 실천학으로 수용하기도 했다. 그러나 이들은 자료 부족으로 항상 연구의 한계를 절감하며 아쉬워했다. 그런던중 1783년(정조 7) 이승훈이 동지사 일행과 함께 북경에 가게 되었다. 여러날 북경 남천주당에 찾아가 교리를 배우던 이승훈은 신묘한 가르침에 끌려 세례까지 받았다. 당시 북경에 있던 서구 선교사들은 이 사건을 매우 놀라와했다. 선교사가 가서 찾아보지도 않은 미교화국의 젊은 청년이 자진하여 찾아와 세례를 받고 천주교인이 된 사례는 로마 카톨릭 사상 유례없는 일이었기 때문이다. 조선 최초의 세례 교인이 된 이승훈은 1784년 4월, 성서, 성상, 묵주 등을 가지고 돌아왔다. 귀국후 이승훈은 신앙공동체를 만들어 전교에 힘썼다.

## 명례방 사건 (1785년)
1785년(정조 9), 천주교도들이 비밀 집회를 가지다가 적발되는 사건이 발생하였다. 1784년, 중국에서 세례를 받고 귀국한 이승훈은 이벽, 권일신 등과 서울 명례방(현 명동)에 있는 역관 김범우의 집에서 신앙모임인 '명례방공동체'를 결성하고 미사를 올리며 교리를 공부하였다. 그런데 다음해 3월에 10여명이 모임을 가지던중에 포졸들에게 적발되어 형조로 끌려가는 신세가 되었다. 중인신분인 김범우만 투옥되었고 나머지 양반출신들은 모두 훈방되었다.
그런데 석방된 자중에 몇명이 형조에 가서 압수해간 물건들을 돌려달라고 항의하며 물의를 일으켰다. 이 사실이 유생들에게 알려지자 그들을 처벌하라는 상소가 빗발쳤다. 결국 중인출신 김범우를 유배보내며 사건을 마무리 지었다. 김범우는 장형이 악화되어 1787년 귀양지에서 사망하여 조선 천주교의 첫 희생자가 되었다. 사건직후 양반출신들이 배교하고 떠나자 '명례방 공동체'는 와해되었다. 1788년에 서학 엄벌을 청하는 상소가 올라오자 정조는 천주교를 사교(邪敎)로 규정하고 금령을 내렸다.
1786년 이승훈은 자치교회를 만들어 활동을 재개했다. 그러나 1790년 북경 교구의 구베아 주교는 사도적 계승을 받은 성직자 없이 가성직제하에 교회를 운영하는 것은 교회법 위반이라는 것을 알려왔다. 아울러 지난 1715년 교황의 선언을 근거로 하여 조선 천주교도들에게 제사금지령을 내렸다. 이로인해 순교자들이 생겨나기 시작했다. 영조 때에도 천주교도가 된 양반중에 제사를 지내지 않는 자들이 있었으나 조정에서는 무지의 소치로 보고 대수롭지 않게 여겼다. 그러나 1791년에 발생한 진산사건은 정쟁의 대상이 되며 천주교 탄압(신해박해)으로 이어졌다.

## 신해박해 (1791년)
1791년, 천주교도가 조상제사를 폐지하며 사회적으로 큰 물의를 일으키자 이로인해 천주교 박해사건이 발생했다. 전라도 진산에 윤지충은 신주(神主)를 불사르고, 모친상에 위패없이 천주교식으로 장례를 치룬후 제사를 폐하였다. 종친들이 분노 했으나 같은 천주교인이자 외사촌인 권상연이 윤지충을 옹호하고 나서자 상황이 악화되었다. 전통적 유교사회의 제례질서를 파괴하는 패륜이요, 불효·불충이었기 때문에 주자학을 바탕으로 예학을 중시했던 조선사회는 큰 충격을 받았다. 공주감영으로 압송된 두 사람은 전라감사의 심문에 모든것을 자백했다. 사회도덕을 문란하게 하고 사교를 신봉하며 이를 유포시킨 대역죄인이라는 판결이 내려졌다.
정조는 윤지충과 권상연을 참수한후 교주로 지목받은 권일신을 유배시키는 것으로 사태를 마무리 지었다. 그러나 사건의 전모가 서울로 전해진후 정치적인 파장이 커졌다. 정조는 애초 서인을 견제하기 위해 남인을 중용하였는데 정치적으로 남인에 속했던 윤지충과 권상연으로 인해 서인이 남인을 공격하는 빌미를 제공하게 되었다. 남인조차 천주교를 묵인하는 신서파(信西派)와 탄압해야 한다는 공서파(攻西派)로 분열하였다.
신해박해를 필두로 하여 본격적으로 시작된 탄압은 을묘박해, 신유박해, 을해박해, 기해박해, 병오박해, 병인박해가 자행되어 수많은 천주교도들이 '천주학 죄인' 또는 '천주학 쟁이'라고 비난받으며 순교의 피를 흘리는 불행한 역사로 이어졌다. 제사거부는 천주교 탄압의 좋은 명분이 되었고 천주교는 정치 권력다툼의 희생양으로 악용되기 시작했다. 천주교가 박해의 대상이 되자 양반계층 교인들은 배교하였다. 그 공백은 중인계층이 메워나갔는데, 이는 견문과 지식이 양반 못지않았음에도 사회적 지위 상승의 한계에 부딪친 중인들이 평등을 내세운 천주교에 쉽게 빠져들었던 것이다. 한편 탄압에도 불구하고 교세가 점차 성장하자 조선의 천주교도들은 선교사 영입을 추진하기에 이르렀다.

## 을묘박해 (1795년)
1795년 6월, 은밀하게 활동하는 외국인 선교사가 있다는 제보를 받은 포도청은 그를 체포하려했으나 실패하고 말았다. 그러자 사건 관련자인 최인길, 윤유일, 지황 3인을 끌고가서 선교사의 도피처를 추궁했으나 이들이 끝까지 함구하자 모진 매질을 가하여 끝내 옥사하게 만들었다. 포졸들이 선교사의 은신처를 덮쳤을 때 그 집의 주인인 역관 최인길이 선교사 행세를 하며 대신 체포되었고 그가 시간을 벌어준 덕분에 선교사는 현장을 빠져나갔다. 뒤늦게 최인길이 가짜임을 알았지만 도망친 선교사 주문모의 행방은 알수 없었다.
주문모는 중국교회에서 조선에 파송한 최초의 외국인 선교사였는데, 가성직제도가 교회법에 위배된다는 사실을 알게 된 조선 천주교도들이 중국교회에 요청하여 영입에 성공한 최초의 외국인(중국인) 신부였다. 1791년 신해박해로 선교사 영입이 보류된적이 있었으나 역관 윤유일이 1792년에 중국에 세번째로 밀파되어 재차 요청하였고 1795년이 되어서야 성사되었다. 1795년 1월에 서울에 잠입하는데 성공한 주문모는 역관 최인길의 집에 숨어지내며 그곳을 거점으로 삼아 은밀하게 전교활동을 전개하였다. 그러던중 밀고로 인해 체포령이 떨어지면서 도망자 신세가 된것이다.
조용히 지나가는듯하던 사건은 2개월 뒤인 1795년 8월에 대사헌 권유(權裕)가 세 사람이 일찍 죽는 바람에 선교사 주문모 체포의 기회를 놓쳤다는 상소를 올리자 조정이 다시 시끄러워졌다. 부사과 박장설이 이승훈·이가환·정약용이 주문모 도주사건에 연류되었다고 의혹을 제기하자 이들을 성토하는 상소가 연이어 올라왔다. 마침내 정조는 이들에 대한 심문을 허락하였는데, 그 결과 이승훈은 유배되었고, 이가환과 정약용은 좌천되었다. 한편 포졸들의 손아귀에서 벗어나는데 성공한 주문모 신부는 강완숙의 집에 숨어지냈으며 정약종과 강완숙의 도움을 받으며 은밀하게 전개한 전교활동은 매우 성공적이었다. 1794년에 4,000명이었던 교인수가 1800년에는 1만명을 육박하게 되었다.

## 정사박해 (1797년)
주문모 신부 체포에 실패한 뒤, 조정에서는 천주교로 인해 정쟁이 일어나는 것을 피하고자 공식적인 박해는 피한채 은밀하게 주문모의 종적을 추적하며 체포작전을 진행했다. 그러던중 1797년 충청도 관찰사로 부임한 한용화(韓用和)가 도내의 수령들에게 천주교 신자의 체포와 박멸을 명하여 박해가 시작되었다. 한편 주문모 체포에 진전이 없자 정조는 후임 충청도 관찰사들에게도 천주교인에 대한 처벌을 비밀리에 명하였고 이로 인한 박해는 1799년까지 이어졌다.
그리고 정충달에게 조화진(趙和鎭)이라는 사람을 소개한 다음, 조화진으로 하여금 왕의 밀지를 지니고 천주교 신자라고 거짓으로 일컬으며 충청도 일대의 신자들에게 접근하여 밀고하도록 하였다. 조화진은 행상으로 위장하여 신자들이 사는 집을 염탐한후 밀고하였고, 홍주, 덕산, 청주, 덕산, 당진 등에서 많은 신자들이 체포되었다. 교회 측 기록에 따르면, 정사박해 과정에서 100명이 넘는 신자들이 희생되었다고 전한다. 정사박해(丁巳迫害) 때 붙잡혀 순교한 이들중에 이도기 등 8명은 이후 2014년 시복되어 복자품에 올랐다.

## 신유박해 (1801년)
정조가 1800년 8월 갑작스레 죽고 순조가 11세의 어린나이로 즉위하자, 정순왕후가 수렴청정하며 노론 벽파가 득세했다. 정권을 장악한 벽파는 사교엄금을 명분으로 남인과 시파에 대한 숙청작업을 시작했다. 정순왕후는 하교를 통해 사교인 천주교를 믿는 자들을 역률로 다스리고 오가작통법의 적용을 언급하였다. 정순왕후는 선왕 정조로 인해 자신의 가문이 몰락하자 이에 대한 복수를 원했고 노론벽파의 목적은 정조 재위기에 성장한 남인의 숙청에 있었다. 남인 소장파들이 서학에 관심을 두고 천주교에 가까운 자가 많았으니 이는 좋은 명분이 되었다. 천주교에 대해 유연한 입장을 표방했던 선왕 정조조차 1788년에 천주교를 사교로 규정했었기 때문에 노론 벽파에게는 거칠것이 없었다.
사교철폐는 명분일뿐으로 실질적인 목표는 이가환, 권철신, 정약용 3인의 제거에 있었다. 이가환과 권철진은 채제공 사후에 남인을 이끌고 있었고 정약용은 남인을 이끌 차세대 주자였기 때문이다. 특히 이가환은 반드시 죽여야 했는데, 이는 이가환의 가문이 조상때부터 있었던 노론 벽파와의 악연 때문이었다. 이가환이 1791년 진산사건 직후 배교하며 천주교 탄압에 앞장섰다는 사실을 노론 벽파도 알고 있었으나 이는 중요하지 않았다. 노론 벽파가 원했던 것은 이가환이 천주교를 버렸다는 증거가 아니라 그의 목숨이었다. 이가환과 권철신은 모진 고문 끝에 4월 8일에 옥사하였다. 정약종, 이승훈·최필공·최창현, 홍낙민, 홍교만, 주문모, 강완숙 등이 순교하고 정약용도 구속되었으나 감형되어 유배형에 처해졌다.
지방에서도 천주교에 대한 탄압이 진행되던중에 황사영 백서사건이 터졌다. 백서에는 주문모 신부의 순교 사실을 비롯한 조선에서 벌어지고 있는 천주교 박해 상황과 중국이나 서양의 군대의 무력을 통해서라도 신앙의 자유를 찾아달라는 요청 등이 담겨 있었다. 백서로 인해 사학이라고 규정한 조정의 입장은 그 증거를 통해 보장받게 되었고 천주교는 매국의 종교라는 낙인이 찍혔다. '백서'의 내용이 알려지자 재야에서 천주교 배척운동이 세차게 일어났고 박해는 더욱 거세어졌다. 아울러 민중들의 의식속에 천주교를 믿으면 패가망신한다는 생각이 퍼졌고, 천주교도를 '천주학쟁이' 또는 '서학쟁이'라 하며 손가락질하게 되었다.
1801년 12월 22일(음)에 정순왕후는 토사교문(討邪敎文)이 반포하며 숙청작업을 마무리했다. 신유박해로 인해 남인은 전멸하여 재기불능의 상태에 이르렀고 천주교도 약 100명이 처형되고 약 400명이 유배되면서 조선 천주교회는 큰 타격을 받았다. 그러나 살아남은 천주교도들은 위험을 피하여 경기도의 야산지대나 강원도나 충청도의 산간지방, 태백산맥, 소백산맥의 깊은 산중과 계곡에 숨어들게 되었고, 천주교의 전국적 확산을 초래하였다. 이로 인해 종래 지식인 중심의 조선 천주교회가 신유박해를 전후하여 서민사회로 뿌리를 내리게 되었다.

## 을해박해 (1815년)
신유박해(辛酉迫害) 이후 조선의 민중들에 의한 범 사회적인 천주교 박해가 심해지자 교인들은 강원도나 경상도의 깊은 산골로 피신한후 교우촌을 형성하여 생활하였다. 그러던 중 1814년 전국적인 기근이 극심해지자 일부 몰지각한 백성들과 지방관들의 자의(恣意)로 중앙의 지시도 없이 천주교도들의 재산을 빼았고 박해하는 일이 발생했다. 경상도 청송의 노래산(老萊山) 교인촌에서 40명의 교인들이 체포되어 경주진영으로 끌려가, 여기서 끝까지 신앙을 버리지 않은 14명은 다시 대구감영으로 이송되었다.
진보(眞寶)의 머루산에서 25명이 체포되어 안동진영에서 22명이 배교하고 나머지 13명은 역시 대구감영으로 이송되었다. 또한 영양에서는 6명의 교인이 체포되었다. 최종적으로 대구감영에 갇힌 33명중에 26명은 배교하거나 옥사하였고 1816년 12월 26일 7명은 사형에 처해졌다. 이와 비슷한 박해는 강원도 원주에서도 발생하여 순교자가 나왔다. 을해박해는 조정의 박해령 없이 지방관의 자의에 의하여 전개되었고 100여명의 교우가 체포되어 30여명의 교우가 순교했다. 많은 교우촌들이 파괴되었고 교인들은 재산을 약탈당했고 도망자 신세가 되었으며 해당 지역에서 교회는 큰 피해를 입었다.

## 정해박해 (1827년)
1827년(순조27) 정해년에 전라도 곡성, 경상도 상주, 충청도, 서울의 일부 지역에서 천주교 박해가 있었다. 전라도 곡성의 한 교인촌에서 1827년 2월, 사소한 다툼이 일어나 곡성 현감에게 천주교도를 고발하는 밀고사건이 일어났고, 이를 빌미로 천주교인에 대한 박해가 시작되었다. 곡성에서 시작된 천주교인 검거는 차츰 전라도 전역으로 파급되었고, 240여 명의 교인들이 전주감영에 갇히게 되었다. 그해 4월  전주의 포졸들이 경상도 상주에서 신태보(愼太甫)를 체포하여 전주로 압송해 가면서 경상도에서도 천주교인들에 대한 검거선풍이 불어 많은 교인들이 체포되었다.
서울에서는 4월에 이경언(李景彦)이 체포되어 전주로 압송되었고, 충청도 단양에서는 경상도에서 박해를 피하여 이곳의 교인 집으로 숨어 들었던 신자들이 체포되어 충주로 압송되어 갔다. 이렇게 하여 전라도·경상도·서울·충청도 등지에서 2~5월의 넉 달 동안에 500여 명의 천주교인들이 체포되었다. 이들 중 11명이 순교하였으며, 이들을 제외한 대부분의 신도들은 배교하여 석방되거나 유배되었다. 정해박해로 인한 순교와 옥사로 전라도 지방의 천주교회는 거의 궤멸되었다.

## 기해박해 (1839년)
신유박해(辛酉迫害)를 전후로 하여 수차례에 걸쳐 진행된 박해사건으로 인해 천주교인들은 크게 위축되었으나 교세는 조금씩 회복되어갔다. 집권세력인 안동김씨 문중에는 천주교인이 많은 관계로 천주교에 대해 관대했기 때문이다. 그러나 천주교를 적대시하던 우의정 이지연이 정권을 잡은후 벽파(僻派) 풍양조씨 가문은 시파(時派)인 안동김씨로부터 권력을 탈취하려 사교근절을 명분삼아 천주교도가 많았던 안동김씨 세력을 공격하기 시작했다. 1839년 헌종의 섭정인 순원왕후에 의해 시작된 기해박해로 천주교도 118명이 순교하였고 이후 풍양조씨 가문이 정권을 잡게 되었다.

## 병오박해 (1846년)
조선에 입국해 활동하던 조선교구의 제3대 교구장인 페레올(Ferreol) 주교는 메스트르 신부와 최양업을 입국시키기 위한 방법을 강구하고 있었다. 그는 감시가 심해진 육로보다는 서해를 통한 바닷길을 모색하기 위해 김대건 신부를 황해도로 보내서 상황을 살피고 방법을 찾도록 했다. 김대건은 1846년 5월, 백령도 해역으로 나가 방법을 모색하다가 돌아오는 길에 순위도에서 포졸들에게 체포되고 말았다. 해주감영에서 신문을 받던 김대건의 신분이 밝혀지자 해주감사는 사안이 중대하다 판단하여 김대건을 서울로 압송하였다.
서울로 압송된 김대건은 국사범으로 다루어져 취조를 받았고, 그러는 동안 김대건과 함께 서해로 나갔던 선주 임성룡과 뱃사공 등 관련 교인 10여 명이 체포되었다. 때마침 그 해 9월 프랑스의 동양함대 사령관 세실(Cecil)이 군함 3척을 이끌고 홍주해역에 나타나, 기해박해(1839) 때 프랑스 선교사 3명이 참수당한 것에 대해 조선조정에 항의서한을 전달하며 책임을 묻고 통교를 강력히 요구하자 민심이 흉흉해졌다. 긴장한 조정은 김대건 신부와 현석문 등 모두 9명에 대한 처형을 서둘러 집행하였다.
순교자들의 행적은 상세히 조사되어 1846년 11월자의 서한 〈병오일기〉에 담겨져 홍콩으로 보내졌다. 이것은 다시 라틴어로 번역되고 기해박해 순교자들의 행적과 함께 1847년에 교황청에 접수되었다. 기해박해(1839년)와 병오박해때 순교자들은 1925년에 시복된후 1984년에 교황 요한 바오로 2세에 의해 시성되었다.

## 경신박해 (1860년)
1849년에 즉위한 철종은 성품이 온건하였고 당시의 집권세력인 안동김씨 가문도 유화정책을 썼으므로, 천주교는 점차 교세가 성장하였다. 한 해에 약 1,200명 이상의 새신자들이 입교하였고 전국의 신자수는 약 16,700명에 달하였다. 그런데 기해박해(1839년, 헌종 4년)때 천주교도 색출에 공을 세운 금위대장 임성고의 아들인 좌포도장 김태영이 천주교에 대한 개인적인 반감으로 우포도장 신명순과 함께 천주교 박해를 자행하였다. 이들은 조정의 허락도 없이 서울과 지방의 교인촌을 급습하여 30여명의 신자들을 체포한후 서울로 압송했다.
그러나 포졸들이 천주교인들을 체포하는 과정에서 약탈, 방화, 부녀자 겁탈 등 불미스러운 만행이 벌어졌다. 이에 대한 비난의 소리가 높아졌고 천주교인들에 대한 동정의 여론이 형성되었다. 조정에서도 호조판서 김병기(金炳冀)와 병조판서 김병운(金炳雲) 등이, 과거 수차례 천주교도 박해로 인해 정조 ·순조 ·익종 ·헌종의 불행한 죽음을 가져오는 등 그 동안 왕실과 나라에 상서롭지 못한 일이 있어왔다는 점을 거론하며 천주교인 체포에 반대하였다. 결국, 두 포도대장은 문책후 파면되고 교인들은 모두 석방되었다. 박해기간중에 프랑스 선교사들은 피신하였고, 최양업 신부도 경상도 죽림이라는 곳에서 체포되어 잠시 구금되었으나, 곧 석방되어 옥사가 더 이상 확대되지는 않았다. 그러나 교우촌들이 황폐화되어 신자들은 생계수단을 잃고 유랑하는 자가 많아져 교회에 큰 타격을 주었다.

## 병인박해 (1866년)
1864년, 철종 사후에 고종이 즉위하면서 정권을 잡은 흥선대원군은 천주교에 대한 이해가 깊은 인물로 천주교를 탄압할 생각이 없었다. 부인과 딸도 천주교 신자이고 그 자신이 불우하던 시절 천주교인과 접촉을 하기도 했다. 프랑스 선교사를 통해 한불조약을 체결하여 러시아의 남하정책을 막고자하는 계획을 품기도 했다. 그러나 청나라에서 천주교를 박해하는 방향으로 정책을 전환하자 이런 분위기를 편승한 대흥선원군의 정적들이 천주교와 같은 불순 세력을 척결해야 한다고 요구하기 시작하였다. 운현궁(雲峴宮)에도 천주교가 침투했다는 소문이 퍼져니, 조대비(趙大妃)마저 천주교를 비난하기에 이르자 정권 유지를 위해 정책을 바꿔야 했다.
흥선대원군은 1866년 천주교 박해령을 선포하였다. 2월에 베르뇌를 비롯한 비롯한 프랑스 신부 6명과 홍봉부, 남종삼, 김면호를 포함한 수많은 천주교인들이 서울과 지방에서 체포되어 순교했다. 그런데 프랑스 선교사들이 순교당하자 이를 구실삼아 천진에 있던 프랑스 함대가 쳐들어왔다. 양화나루까지 진출했던 프랑스 함대는 곧 퇴각했으나 이내 강화도를 침공한후 불법 점령하였다. 프랑스는 책임자 처벌과 통상수교를 요구했으나 흥선대원군이 거부하자 양측간에 물리적인 충돌이 발생했다. 1866년 11월에 프랑스가 퇴각하면서 강화읍을 파괴, 방화, 약탈하였다. 이에 격분한 흥선대원군은 절두산에 형장을 만들어 천주교인 수천명을 참수하였는데, 이로 인해 한강이 피로 물들었으며 잘려진 머리가 산을 이루었다고 한다.(절두산 순교 참사)
또한 충청도 일대의 천주교도(천주학 죄인) 색출 임무를 맡았던 해미읍성에서는 끌려온 인원이 너무 많자 시체 처리의 편의를 위해 1,000여명을 대상으로 집단 생매장이라는 잔인한 방법을 서슴없이 자행하였다.(해미읍성 집단 생매장) 박해는 1868년에 흥선대원군의 부친인 남연군 분묘 도굴 만행이 벌어지자 더욱 거세졌다. 1871년까지 진행된 탄압으로 전국에 걸쳐 약 8천여명 이상이 순교했다.

## 한티 천주교 박해 (1868년)
1868년에 경상북도 칠곡군에 있는 신나무골과 한티에서 천주교인들이 순교하는 사건이 발생했다. 신유박해(1801년) 때 탄압을 피해 깊은 산골로 피신하여 생활하던 천주교인들이 을해박해(1815년)로 대거 대구 감영에 수감되었다. 그 가족들이 옥바라지를 하기 위해 대구 감영이 가깝고 숨어 살기에 알맞은 신나무골과 한티에 모여 살게되었다. 정해박해(1827년) 이후에도 이어진 여러차례 박해사건 때마다 탄압을 피해 각지에서 피난 온 신자들이 한티에 와서 신자촌을 이루며 살았다. 이들은 옹기와 숯을 굽고 화전을 일구며 생계를 이어갔다.
1845년 조선에 입국한 다블뤼 주교와 1849년 입국한 최양업 신부가 1861년까지 12년 동안 경상도를 순회 전교할 때 한티와 신나무골을 방문했었다. 달레의 『한국천주교회사』에 의하면 1862년에 베르뇌 주교의 성무 집행보고서에 “칠곡 고을 굉장히 큰 산중턱에 아주 작고 외딴 마을이 하나 있는데 그 곳에서 40명가량이 성사를 받았다.”고 기록되어 있다. 병인박해(1866년) 때에도 신자들이 사방에서 한티로 피난 왔으나, 1868년에 포졸들이 들이닥쳐서 약 37명이 순교하고 말았다.

## 신앙의 자유
1785년에 있었던 '명례방 사건'이후 약 100년간 조선의 천주교는 많은 순교자를 배출하며 지속적으로 박해를 받았으나 그 명맥만큼은 끓어지지 않았다. 오히려 박해는 천주교를 더욱 확산시키는 계기로 작용하였다. 신앙의 자유에 대한 희망은 서양국가들과의 개항에서 엿볼 수 있게 되었다. 1882년 미국과 체결한 《조미수호통상조약》과 1886년에 체결한 《한불수호통상조약》으로 선교사들의 활동이 부분적으로 허용되었다. 또한 시대변화를 감지한 조선 조정은 천주교인들의 활동을 묵인하는 입장을 취하였다.
1884년에는 미국 감리교 선교사 매클레이가 김옥균을 통하여 고종으로부터 조선에 병원과 학교 사업을 시작해도 좋다는 허락을 받아내었다. 공식적으로 선교를 허용한것은 아니지만 선교회 사업(의료와 교육)을 허가함으로 간접적으로 선교를 허락한 것으로 개신교측에서는 받아들였다. 이로써 개신교 선교사들이 합법적으로 입국할 수 있는 길이 열리자 그해 9월에 알렌이 의사자격으로 입국하였고, 이듬해 1885년 의사겸 선교사인 언더우드, 아펜젤러, 스크래튼이 합법적으로 입국하였다. 이들은 조선 정부에서 선교활동을 허락하지 않았기 때문에 제중원에서 의사와 교사로 활동하였다.
1895년 조선 조정은 병인박해(1866년) 때에 순교한 일부 신도들에 대한 사면령을 발표했다. 또한 이 해에 천주교 조선교구 제8대 교구장 뮈텔 주교는 조선의 국왕 고종을 만날 수 있었다. 이때 고종은 병인박해에 대하여 유감의 뜻을 표하며, 뮈텔 주교에게 친선을 제의했다. 이윽고 1899년에 「교민조약」(敎民條約)이 체결되며 신앙의 자유가 보장되었다. 아울러 조선 천주교회는 성당 건립을 추진하여 최초의 신앙 공동체가 형성됐던 명례방(명동)에는 1898년 한국 교회 첫 번째 주교좌성당인 명동성당이 세워졌다.

## 평가
조선 천주교회의 출발이란 선교사의 미방문지역인 미교화국에서 자생적으로 교회가 먼저 생겨난 로마 카톨릭 사상 유례없는 일이자 매우 놀라운 사건임에 틀림없다. 이는 기독교 선교역사에서 있어서 문서선교의 중요성을 알려주는 좋은 선례가 되고 있다. 그러나 조선의 제사문화에 대한 로마 교황청의 몰이해는 제사불허와 허용을 수차례 번복하는 혼선과 함께 불효불충(不孝不忠)하여 무부무군(無父無君)한 사교(邪敎)라는 이미지를 심어주었고, 이로 인해 탄압과 박해의 빌미를 제공했다. 또한 가난한 양반이 제사를 지내지 못하는 것은 국법으로 다스린 전례가 없었고 불충(不忠)의 의도가 없음이 명백함에도 불구하고, 조선의 정치권력자들은 정적제거의 희생양이 필요할 때마다 제사거부라는 것을 천주교 탄압의 명분으로 삼아 왔다.
조선 천주교의 선교 역사는 처절한 순교와 수난의 연속으로 그 상처가 너무나도 크다. 선교역사의 대가인 로빈슨은 "고대 로마 제국의 교인들이 19세기 초의 70여년간에 겪은 조선 교인들만큼의 수난을 겪었을까 잘라 말하기는 어려울 것 같다." 고 했다. 또 닐 교수는 조선 천주교의 역사는 "요컨대 가장 로맨틱하고도 믿을 수 없을 정도의 수난사"라고 격찬하였다.
천주교 박해를 통해 실학을 중시했던 남인의 대량 숙청은 조선의 근대화를 퇴보시켰고, 붕당정치가 무너진 자리에 세도정치가 자리잡았다. 이후 쇄국으로 이어지며 근대화를 이루지 못하게 되면서, 결국 20세기초에 일제강점기라는 한국 현대사의 치욕을 맛보게 만든 원인중에 하나를 제공하였다.

## 같이 보기
- 한국의 로마 가톨릭 성인
- 한국의 로마 가톨릭교회
- 한국의 교회사
- 천주교